# Citharus linguatula
Citharus linguatula is een straalvinnige vissensoort uit de familie van  de cithariden (Citharidae). De wetenschappelijke naam is gepubliceerd in 1758 door Linnaeus in de tiende editie van Systema naturae.